# Раково (Підляське воєводство)
Раково (пол. Rakowo) — село в Польщі, у гміні Щучин Ґраєвського повіту Підляського воєводства.
Населення — 92 особи (2011).
У 1975-1998 роках село належало до Ломжинського воєводства.

## Демографія
Демографічна структура станом на 31 березня 2011 року:
|          | Загалом | Допрацездатний вік | Працездатний вік | Постпрацездатний вік |
| -------- | ------- | ------------------ | ---------------- | -------------------- |
| Чоловіки | 48      | 6                  | 36               | 6                    |
| Жінки    | 44      | 5                  | 29               | 10                   |
| Разом    | 92      | 11                 | 65               | 16                   |